# 小行星975
小行星975（975 Perseverantia）是一颗围绕太阳公转的小行星。
該小行星以「毅力」的拉丁語命名。

## 参数
这颗小行星的绝对星等为10.41等，自转周期为7.267小时。